# Platypsyllus
Platypsyllus är ett släkte av skalbaggar som beskrevs av Conrad Ritsema 1869. Platypsyllus ingår i familjen mycelbaggar.
Släktet innehåller bara arten Platypsyllus castoris.